# Carmen Daniela
 (septembre 2016).
Carmen Daniela, née le 15 octobre 1951 à Făgăraș en Roumanie (sous le nom de Carmen Daniela Popescu) est une pianiste, compositrice, professeur de musique et directrice du festival de musique Internationale Musikfestwochen in Burgen und Schlössern e.V.. Elle est autrichienne d'origine roumaine.

## Biographie
Carmen Daniela a commencé à jouer du piano à cinq ans à Sibiu. À l'âge de sept ans, le compositeur Martian Negrea a découvert le prodige et l'a soutenue dans le développement de son talent. Elle a visité l'école de musique de Brașov et a écrit à l'âge de sept ses premières compositions.
À dix ans, elle a déménagé à Bucarest en tant qu'étudiant du Liceul de Muzica Dinu Lipatti. À Bucarest, elle a aussi reçu des leçons de composition par le compositeur Alfred Mendelsohn, qui l'a présentée dans plusieurs émissions de télévision. D'autres spectacles de télévision et de radio suivaient.

## Des études dans son«deuxième pays»
En vertu d'une bourse d'études, elle a commencé  des études de piano et de composition  en Vienne en 1968. Après l'examen d'État, Carmen Daniela a travaillé entre 1973 et 1975 comme professeur de piano matière principale à Vienne Conservatoire. Voici d'être mentionné que jusqu'en 1974, personne a obtenu  à compléter les examens de piano sous la forme d'un concert public à la salle Brahms du Musikverein en 1974 et en 1976 dans la salle Mozart du Konzerthaus de Vienne et d'insister avec «distinction». Sa Graduate majeure en théorie de la musique (composition), elle a recevu aussi avec «distinction». Contacts avec Claudio Arrau, Jörg Demus et Paul Badura-Skoda et les études chez Viola Thern et Roland Raupenstrauch et à l'université des Arts chez Gerhard Puchelt et Helmut Riebensam parfaient son éducation dans les années jusqu'en 1978. Elle a récité l'examen de concert à l'Académie des Arts de Berlin avec la meilleure note possible de "Très bien" en 1978. La musique de mission Rias historique (éditorial, Dr Klein) avec Cristian Zacharias, gestionnaire de concert Adler, chef du département des instruments à clavier Wackwitz, Prof. Gerhard Puchelt et Carmen Daniela a fait l'histoire.

## Prix
En 1972, Carmen Daniela sur une bourse d'études à Guido Agosti masterclass dans Sienne (Accademia Chigiana) partie. D'autres classes de maître sur une bourse d'études à Vienne, entre autres avec Paul Badura - Skoda ont suivi, Jörg Demus Josef Dichler et Stanislav Neuhaus. En tout, elle se distingue en tant que pianiste particulier. En 1978, elle a obtenu une subvention de la ville de Vienne pour la réalisation du projet «leçons de piano à travers l'écran" (béni par la Vienne Affaires culturelles Prof. Kurt Rapf et le chef de la télévision ORF Département Musique, Prof. Dr. Wilfried Scheib). En 1978, elle a reçu une médaille d'argent au Concours international de Piano Giovanni Battista-Viotti à Vercelli-Italie.

## Carrière
Entre 1979 et 1989, elle a été professeur de piano au Université de Cologne. Elle a également lancé entre 1981 et2001 master class de piano majeur dans les académies de musique Rheinland (la première fois en Wuppertal, puis à la Robert Schumann Université de Düsseldorf en Düsseldorf. Il faut aussi mentionner: Carmen Daniela a lancé à la place de Andor Foldes le piano-éducatif Séminaire Josef Haydn, son 250e anniversaire en 1982 Gelsenkirchen tandis que la journée a enseigné et tous les soirs, dans les 10 jours, un récital Haydn avec l'ensemble des œuvres pour piano de Haydn aufführte avec brio. La place égale importance a été le "Bach - Händel - Scarlatti - Master Class" sur le 300e anniversaire des compositeurs mentionnés, qui est un concours international de piano a rejoint (plus de 100 participants venus du monde entier).
Depuis 1987, Carmen Daniela dirige le « Festival International de Musique dans les châteaux e.V. », qui a été étendu en 1990 à tous NRW. Ceux-ci inclus urbaine, - pays et -Bundesprojekte « comme » fenêtre Bergisches « femmes compositeurs » musique transylvain, «Double génie», «Rhin romantique», «Renaissance de la Renaissance", "Allegro Europe" (à la hauteur de l'Orchestre philharmonique de Berlin en 2007 ) « Notre voisin l'Italie », « Notre voisin France » et « concerts de musique -Niederländische ». En outre, il a été créé en 1996 comme un expert culturel du Ministère de la Culture Rhénanie-du-Nord-Westphalie pour le invoquer Pays de Berg. En tant que président du Département de musique de l'Association pour la Culture Ville Bergisch Gladbach, elle a également travaillé sans relâche. De 2002 à 2003, elle a été directrice de l'école de musique de Bad Berleburg.

### Association
Le Verein zur Förderung von künstlerischen Veranstaltungen in Burgen und Schlössern est une association d'utilité publique allemande fondée en 1987 par Carmen Daniela. Il organise des concerts, master classes, des séminaires et des concours de musique sous le nom de Internationalen Musikfestwochen.
Le but de l'association est de découvrir la musique inconnue de valeur ; les événements se tiennent souvent dans des bâtiments historiques et des églises ; des projets municipaux, de l'État, fédéraux et internationaux sont élaborés régulièrement. Jusqu'à 60 concerts par an ont eu lieu avec des  artistes comme Mischa Maisky, András Adorján, Gérard Caussé, Saschko Gawriloff, Vadim Repine.
L'accent a été mis sur la « Rheinische Musik », des pièces de compositrices et sur la connexion de catégories d'art. La Fondation culturelle de la Kreissparkasse Köln, fondation culturelle pour l'appui du patrimoine rhénan, la fondation de l'art et la culture NRW, la Fondation NRW, le BKM et l'état de Rhénanie-du-Nord-Westphalie étaient partenaires de l'association.